# Desa Panumbangan (administrativ by i Indonesien, lat -7,17, long 108,21)
Desa Panumbangan är en administrativ by i Indonesien.   Den ligger i provinsen Jawa Barat, i den västra delen av landet, 180 km sydost om huvudstaden Jakarta.